# Cerâmica de Caltagirone
A Cerámica di Caltagirone é um tipo de cerâmica feita a Caltagirone, na Sicília. 
Esta cerâmica é uma uma das mais documentadas e estilisticamente variadas, além de uma das mais conhecidas do mundo.

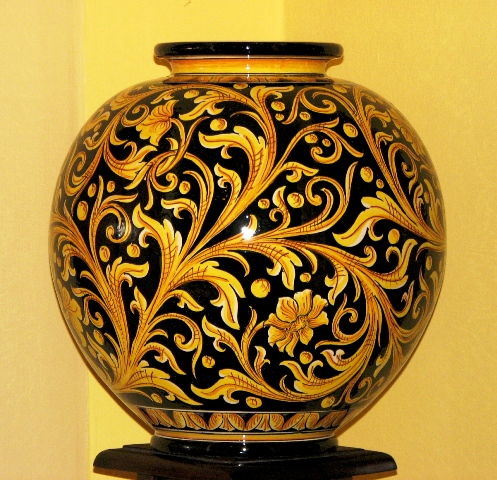
Um copo de cerâmica de Caltagirone.

O seu conhecimento histórico é baseado em pesquisas recentes realizadas no contexto da criação do  Museu da Cerâmica , primeiro na Escola de Cerâmica local e depois na sua própria sede sob a égide da República Italiana e a Região da Sicília. Caltagirone foi declarado Patrimônio da Humanidade pelo Unesco.

## História

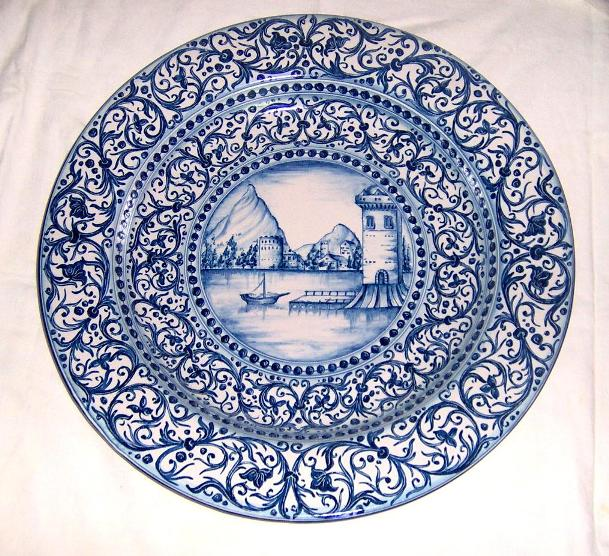
Fangotto de cerâmica.

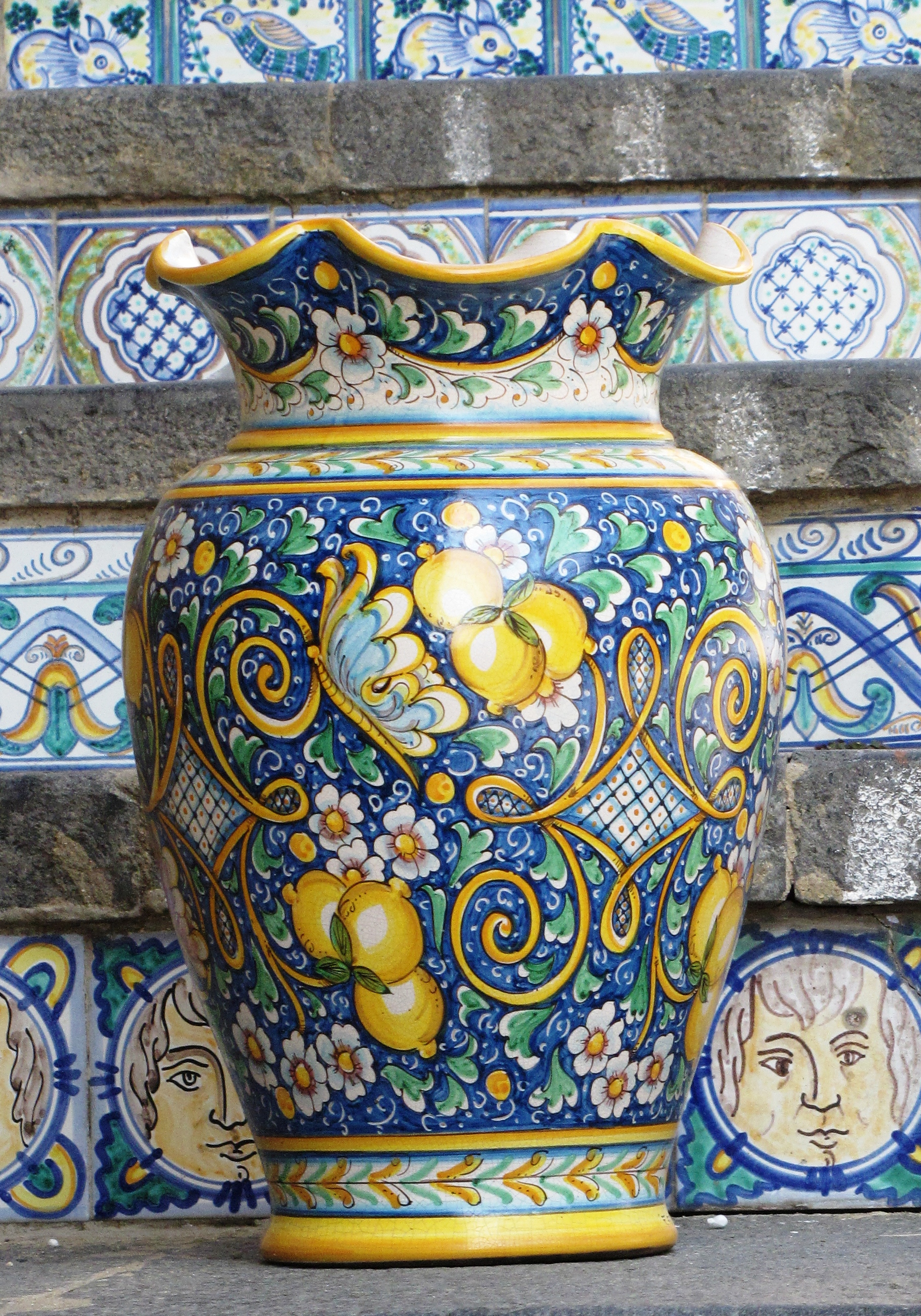
Cerâmica de Caltagirone.

Os dados arqueológicos obtidos nas escavações realizadas por Paolo Orsi na área de Caltagirone confirmam o que o jesuíta Giampaolo Chiarandà escreveu de passagem em sua história da cidade de Piazza Armerina. Ali a arte da cerâmica havia precedido a Sicília árabe e que era praticada "por muitos oleiros".
As razões pelas quais a cerâmica Caltagirone teve um impulso significativo na Idade Média não estão apenas na qualidade da argilas, mas também nas imensas matas próximas que forneciam a lenha para cozinhar os artefatos em fornos para os muitos oleiros locais. Os "quartares" de Caltagirone para conter mel eram conhecidos em toda parte, como a produção de mel mencionada pelo geógrafo árabe Edrisi. Também são mencionados nos inventários de bens doados, como o de 1596 de Don Matteo Calascibetta, Barón de Costumino.
Em Caltagirone existem também alguns centros educacionais importantes dedicados à cerâmica. Em 1918, Don Luigi Sturzo fundou o "Instituto Estatal de Arte em Cerâmica", onde formou artesãos que pudessem continuar nesta tradição local.

## Os apitos
Um objeto pré-histórico característico é encontrado no Museu de Cerâmica de Caltagirone (fundado em 1965) e que não havia sido compreendido antes da restauração. As barrigas se comunicam através de numerosos orifícios. No centro, comunicando-se externamente com as duas garrafas, é aplicado um bico que deveria ser utilizado para introduzir o ar soprando-as. Com dois potes cheios de água e a introdução de ar pelo bico deve ter determinado um gorgolejo característico, que provavelmente serviu para caça na floresta como um chamado para pássaros e outros animais.

## Presépios

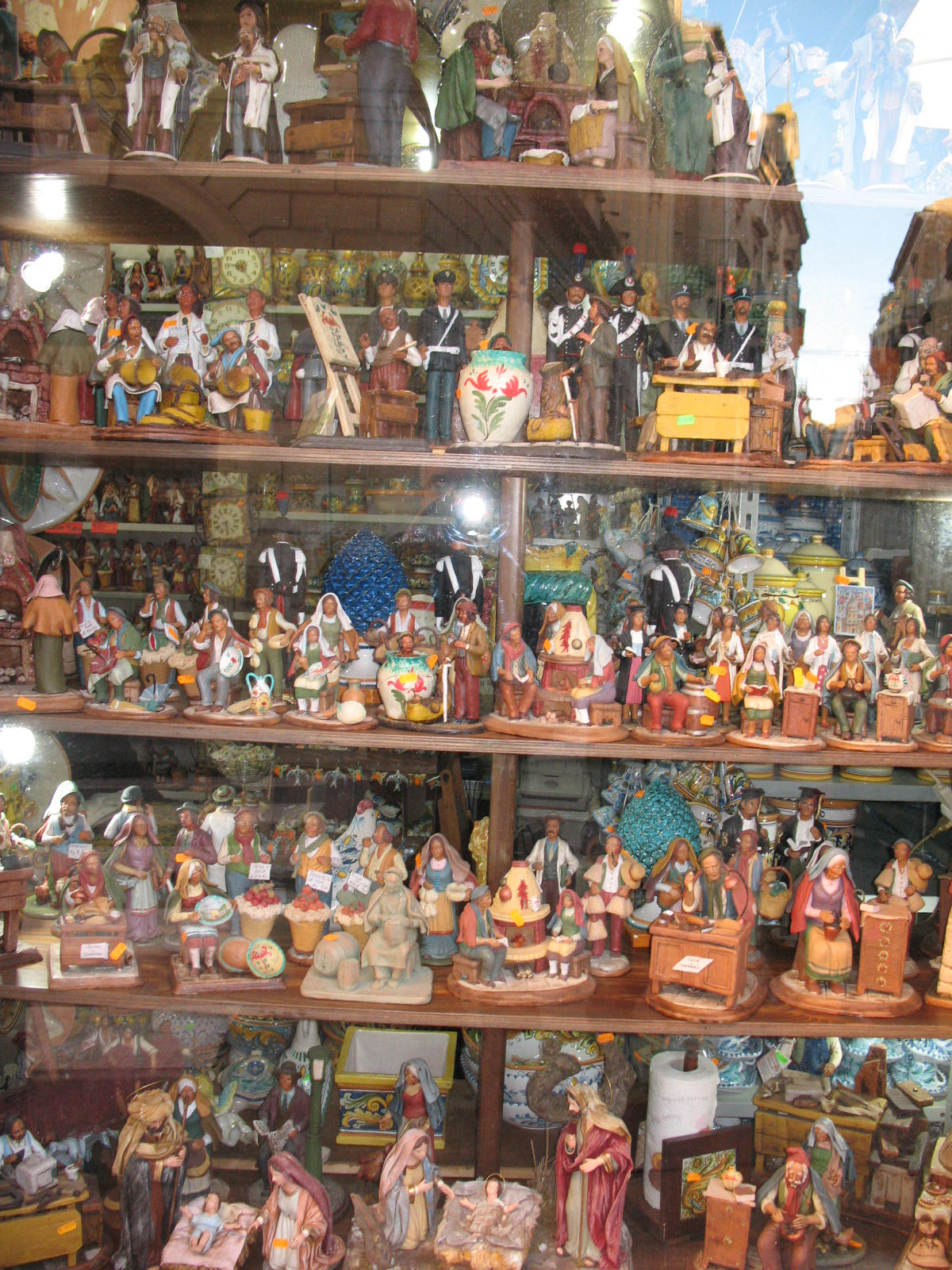
Elementos para o presépio.

Em Caltagirone, os primeiros exemplos de figuras de cerâmica para o presépio datam provavelmente na Idade Média. No século 18 contamos com Antonio Branciforte e Antonio Margioglio entre os "sanctarios", uma verdadeira categoria de artesãos que produziam estatuetas da Sagrada Família e santos para presépios. A difusão do ritual remonta ao início do século 18, quando famílias de todas as classes sociais competiam entre si para criar a mais bela cenografia ou a estatueta mais detalhada da cidade. Na verdade, são as cenas da vida popular, camponesa e pastoral que inspiram os professores.
No final do século, esta tradição atingiu altos níveis artísticos promovendo o turismo na cidade de Caltagirone.